# Fantasieland
Fantasieland (engl. Titel: Imaginationland) ist eine Trilogie bestehend aus der zehnten bis zwölften Folge der elften Staffel (Episode 163 bis 165) der Serie South Park. Sie gewann im Jahr 2008 den Primetime Emmy Award in der Kategorie Bestes animiertes Programm (länger als eine Stunde). Die drei Episoden wurden später mit zuvor unveröffentlichtem Material zu einer einzigen Folge zusammengefasst und auf DVD veröffentlicht; diese erhielt den Titel Imaginationland – The Movie.

## Handlung
Die dreiteilige Episode beginnt mit einer Wette zwischen den Charakteren Cartman und Kyle über die Existenz von Kobolden. Im Falle einer Niederlage müsste Kyle Cartmans Hoden in den Mund nehmen. Cartman gewinnt diese Wette, da ein Kobold auftaucht, der vor Terroristen warnen will. Cartman erhält jedoch den Wetteinsatz von Kyle auch nach mehrmaliger Aufforderung nicht, da Kyle an eine unfaire Wette glaubt.
Am nächsten Tag fragt ein Mann, ob Kyle und seine Freunde einen Kobold gesehen hätten. Weil Kyle noch immer nicht an die Existenz von Kobolden glauben will, will der Mann ihn eines Besseren belehren und lädt die Kinder zu einer Fahrt in seinem Heißluftballon ein. Mit Hilfe des von ihm angestimmten „Fantasiesongs“ (der einzig aus der mehrfach wiederholten Zeile „Der Fantasiesong“ besteht) gelangt die Gruppe ins Fantasieland, wo die Geschöpfe der menschlichen Fantasie leben, u. a. Mario, die Turtles, Luke Skywalker, Gandalf, Rapunzel und der Weihnachtsmann, aber auch Jesus und Gott (Gott ist nur zu hören) tauchen auf. Der Mann gibt sich den Kindern schließlich als Bürgermeister des Fantasielands zu erkennen. Als die Bewohner, die nie zuvor „Schöpfer“ zu Gesicht bekommen haben, die Kinder nach dem Kobold fragen, taucht unvermittelt eine Gruppe von Terroristen auf. Mehrere Bombenexplosionen verwüsten die Umgebung und töten zahlreiche Fantasiegestalten. Inmitten des Durcheinanders können die Kinder mit Hilfe eines Drachen entkommen, lassen jedoch versehentlich Butters zurück. Am nächsten Morgen glaubt Kyle zunächst an einen Traum, bis er mit den anderen Kindern redet und erfährt, dass ihnen dasselbe widerfahren ist; nun erst bemerken sie auch den Verlust von Butters.
Cartman erwirkt eine richterliche Verfügung, dass Kyle den Vertrag innerhalb von 24 Stunden zu erfüllen habe. Währenddessen erhält das US-Verteidigungsministerium ein Video der Terroristen, in denen sie die Bewohner des Fantasielandes als ihre Geiseln präsentieren. Butters verliest eine Botschaft, an deren Ende er Kyle und Stan um Hilfe anfleht. Da die Militärs nicht wissen, wie sie den Terroristen begegnen können, wenden sie sich an verschiedene Hollywood-Produzenten, da die sich von deren Kreativität eine Lösung versprechen. Auf Anraten von Mel Gibson wird das Video auf Figuren untersucht, die nicht ins Fantasieland gehören. Letztlich findet man heraus, dass Butters „fremd“ ist. Der befehlshabende General erteilt daraufhin den Auftrag, Stan und Kyle ausfindig zu machen. Gerade als Kyle seine verlorene Wette einlösen will, werden er und Stan von den Militärs aufgegriffen und nach Washington, D.C. gebracht. Cartman sieht sich um seinen Erfolg gebracht und folgt den beiden per Anhalter.
In der Zwischenzeit zerstören die Terroristen die Mauer, die das Fantasieland in eine gute und eine schlechte Seite teilt. Die bösen Kreaturen (u. a. das Alien, der Minotaurus, Jason Voorhees, Darth Maul, der Pinhead und Freddy Krueger) fallen umgehend in die gute Seite ein und töten die meisten gefangen gehaltenen Bewohner, darunter den Bürgermeister. Die wenigen Überlebenden ziehen sich in eine Festung zurück, vor deren Toren die entscheidende Schlacht zwischen Gut und Böse ausgetragen wird.
Am Ende gelingt den guten Figuren dank Butters der Sieg. Als dieser jedoch aufwacht, erhält er wieder einmal Hausarrest.